# Illice lincea
Illice lincea là một loài bướm đêm thuộc phân họ Arctiinae, họ Erebidae.